# AIDS (MS-DOS)
AIDS (chiamato anche AIDSB, AIDS-II, AIDS II, AIDS92, Hahaha o anche Taunt) è un virus informatico scritto in Turbo Pascal per il sistema operativo MS-DOS. AIDS è stato il primo virus a sfruttare la vulnerabilità di MS-DOS nota come file corrispondente: se sul disco sono presenti 2 file con lo stesso nome ma con l'estensione rispettivamente .EXE e .COM, ad esempio file.com e file.exe, digitando semplicemente file sull'interfaccia a riga di comando il sistema esegue sempre il file con estensione .COM. Sfruttando questo difetto del sistema, il virus creava delle copie di sé stesso salvandole con lo stesso nome di un file .EXE esistente, ma utilizzando l'estensione .COM: in questo modo, la copia del virus sarebbe stata eseguita ogniqualvolta l'utente avesse provato a lanciare l'eseguibile originale.

## Come appare
Quando il virus si attiva appare il messaggio:

 ATTENTION I have been elected to inform you that throughout your process of collecting and executing files, you have accdientally [sic] ¶HÜ¢KΣ► [PHUCKED] yourself over: again, that's PHUCKED yourself over. No, it cannot be; YES, it CAN be, a √ìτûs [virus] has infected your system. Now what do you have to say about that? HAHAHAHAHA. Have ¶HÜÑ [PHUN] with this one and remember, there is NO cure for AIDS 

Traduzione:

 ATTENZIONE Sono stato scelto per informarti che nel processo di raccogliere ed eseguire file, ti sei accidentalmente F***UTO: di nuovo, è F***UTO. No, non può essere; SÌ, PUÒ essere, un √ìτûs [virus] ha infettato il tuo sistema. Ora che hai da dire riguardo a ciò? HAHAHAHAHA. Divertiti con questo e ricorda, NON c'è cura per l'AIDS 

Sotto il messaggio, la parola "AIDS" copre quasi metà schermo. Poi, il sistema viene fermato e dev'essere riavviato per ripristinarlo.

## AIDS II
Il virus AIDS II è una variante appare più "elegante" di AIDS che sfrutta la stessa vulnerabilità del file corrispondente per eseguire il codice.